# クレヨンハウス
クレヨンハウス（Crayonhouse）は、絵本やおもちゃ、オーガニックの食材などを取り扱い、東京と大阪に店舗を擁する。
文化放送アナウンサーだった作家の落合恵子が社長を務める。

## 概要
当時31歳の落合が、アナウンサーの傍ら、雑誌に連載したエッセー『スプーン一杯の幸せ』シリーズがベストセラーになり、その印税をつぎ込んでオープンした。
出版や母親と子供をめぐるオーガニックな視点で、音楽や野菜、健康など活動範囲を広げ、オンラインショップも持つ。
2014年（平成26年）4月5日、女性向けの月刊誌『いいね』を創刊した。B5変型。編集長は吉原美穂。創刊に当たっては、「『いいね』と言えないものが、世の中にあふれている。心から『いいね』と言うことができるものを発信していきたい」との声明が出された。

## 店舗

### 東京店
1976年（昭和51年）12月、落合がケヤキ並木を「気に入った」ことから、表参道沿い（現在のルイ・ヴィトン表参道店辺り）にオープンし、子ども向けの書籍類を扱う書店とレストラン（当時はオーガニックではない）を展開した。86年5月、地上げに伴う移転で、表参道から一本入った北青山に移転し、地下1階～地上3階の4フロアで営業を行ってきた。
2022年（令和4年）11月23日で46年に及んだ表参道での営業を建物の老朽化に伴い、終了し、12月18日、武蔵野市の吉祥寺駅近くの商業ビルに移転した新店舗がグランドオープンした。

### 大阪店
1991年（平成3年）2月9日、大阪府吹田市江の木町にオープンし、2001年11月、同市垂水町に移転。

## ギャラリー
旧東京店

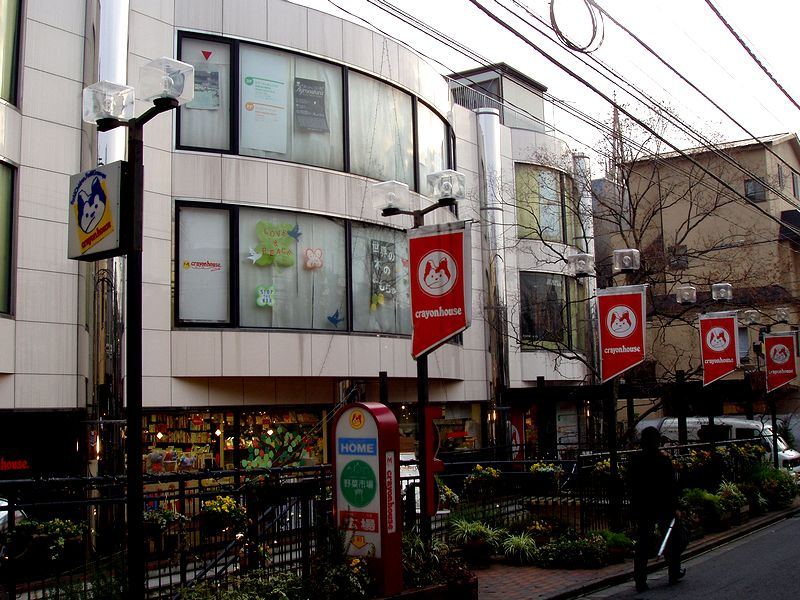
（2007年12月28日撮影）
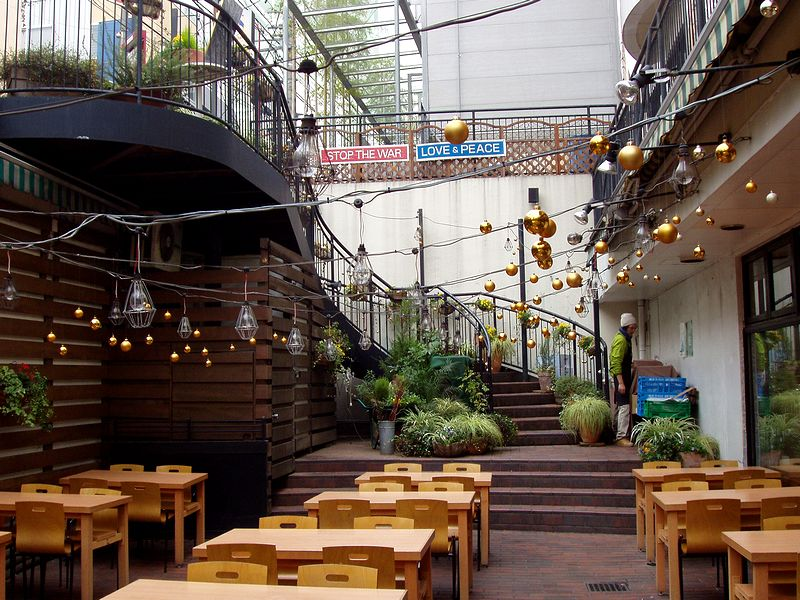
地下1階の八百屋（2007年12月28日撮影）
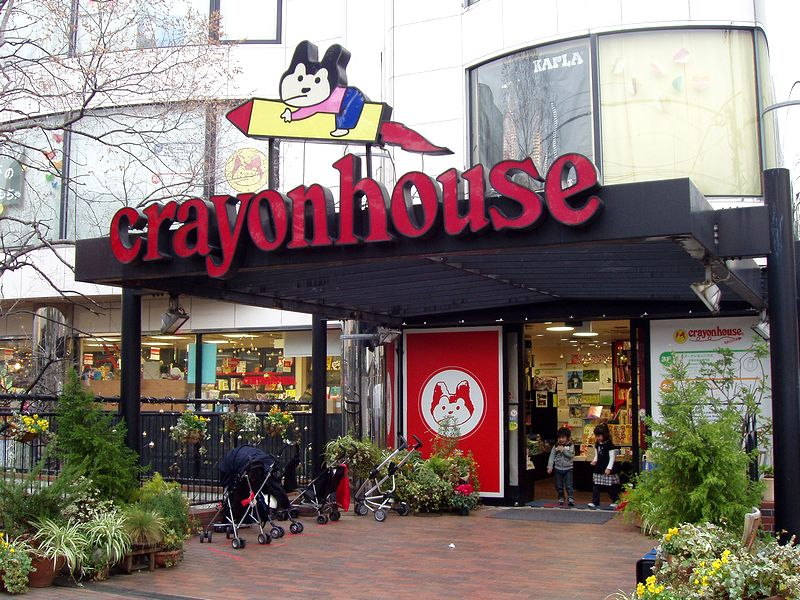
入口回り（2007年12月28日撮影）
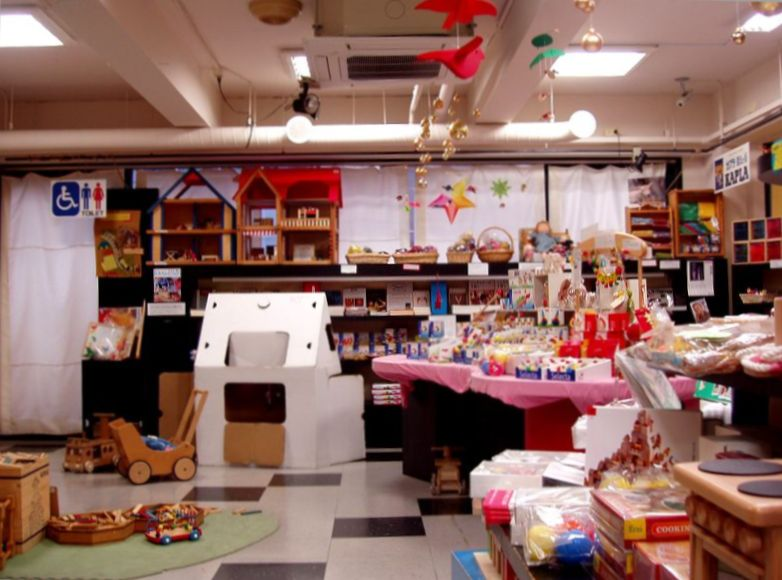
玩具売り場（2007年12月28日撮影）
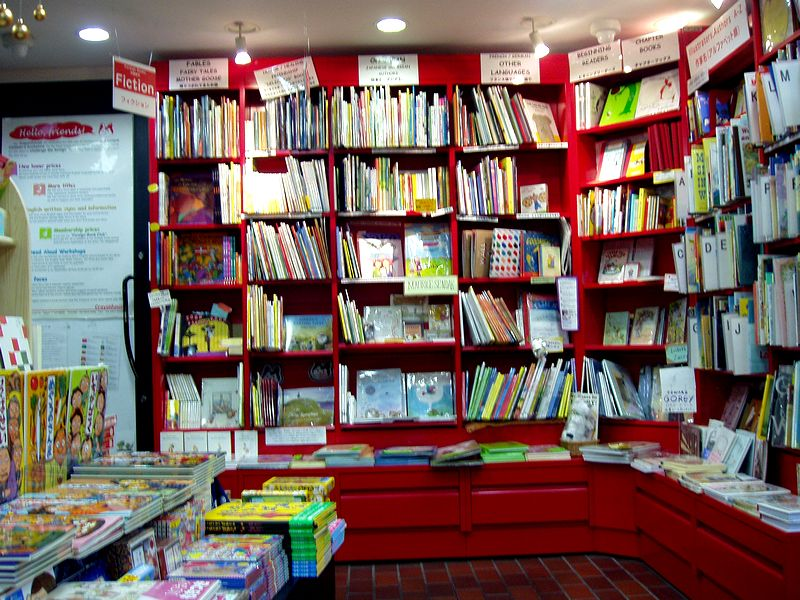
書籍売り場（2007年12月28日撮影）